# Marin Preda

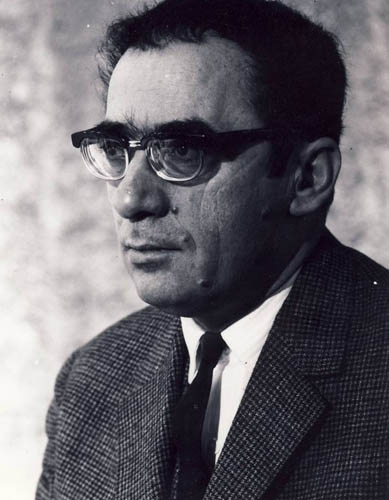
Marin Preda

Marin Preda (5 de agosto de 1922 - 16 de mayo de 1980) fue un novelista rumano, considerado por muchos el mejor novelista rumano después de la Segunda Guerra Mundial. 
Preda nació en el pueblo Siliştea-Gumeşti, del distrito rumano Teleorman, en una familia de campesinos. Estudió en la escuela del pueblo, y después en Abrud y Cristur-Odorhei. Se estableció en Bucarest en 1940, y llegó a ser corrector de pruebas en la revista Timpul. 
Su primera novela corta fue Calul ("El caballo"), escrita en 1943 y leída en el círculo literario Sburătorul, dirigido por el crítico literario Eugen Lovinescu. La novela fue incluida en su volumen de debut del año 1948, "Întâlnirea din pământuri" ("El encuentro de las tierras de adentro"). Entre 1943 y 1945 fue alistado en el ejército, y esa experiencia le inspirará algunas obras posteriores. 
En 1945 fue empleado como corrector de pruebas para el periódico România liberă, y desde 1952 fue editor de la revista cultural Viaţa Românească. Su novela Moromeţii ("La familia Moromete") obtuvo el Premio Literario del Estado en 1956. La acción de la novela se concentra alrededor de una familia de campesinos rumanos (algo similar a la propia familia de Preda), que tiene que enfrentarse a los cambios que suponen la colectivización y los demás cambios políticos, especialmente de punto de vista de la mentalidad ancestral que guardan algunos de los habitantes del pueblo, particularmente el campesino meditabundo Ilie Moromete (quizás inspirado por el propio padre de Preda). 
En 1965, llegó a ser vicepresidente de "Uniunea Scriitorilor" ("La Unión de los Escritores de Rumania"), y en 1970 director de editura "Cartea Românească" ("El Libro Rumano"), manteniendo ese puesto hasta su fallecimiento. Fue elegido miembro de la Academia Rumana en 1974. 
En 1954 se casó con Aurora Cornu; divorciaron en 1959. Se casó después con Eta Vexler, quien fue forzada a emigrar a Francia a principios de los años 1970. No pudo acompañarla ahí. Con su tercer esposa, Elena, tuvo dos hijos, Nicolae y Alexandru. 
En 1980 publicó su última novela, "Cel mai iubit dintre pământeni" ("El más amado de los seres terrestres"), una crítica dura del comunismo. Después de unas pocas semanas en el mercado, el libro fue retirado de todas las librerías, universidades y bibliotecas de Rumania, por culpa de la censura. A poco tiempo después, en el 16 de mayo de 1980, el novelista murió en condiciones sospechosas, aparentemente ahogado con una almohada, en la Mansión de los Escritores, en el Palacio Mogoşoaia a los 58 años. 
Empezaron entonces rumores de que el escritor había fallecido por haberse sofocado con su propio vómito, después de emborracharse. Sin embargo, los que vieron el cadáver afirmaron que pudo haber recibido una bala en la cabeza, ya que tenía una herida en el sien que parecía causada por un disparo de pistola. Esa herida había sido ocultada con cuidado, pero con el paso de los días el cuerpo empezó a descomponerse. El hermano de Marin, Saie, considera que el escritor fue ejecutado a los órdenes de la Securitate rumana (la policía política del país), pero el dossier concerniente ha desaparecido de los archivos de la Securitate.
Sus restos descansan en el Cementerio de Bellu en Bucarest.

## Obras
- 1948 - Întâlnirea din pământuri ("El encuentro de las tierras de adentro")
- 1949 - Ana Roşculeţ
- 1952 - Desfăşurarea ("El desarrollo de los eventos")
- 1955 - Moromeţii ("La familia Moromete")
- 1956 - Ferestre întunecate ("Ventanas oscurecidas")
- 1959 - Îndrăzneala ("El atrevimiento")
- 1962 - Risipitorii ("Los pródigos")
- 1967 - Moromeţii, segunda parte
- 1968 - Intrusul ("El intruso")
- 1972 - Imposibila întoarcere ("El imposible regreso")
- 1972 - Marele singuratic ("El gran solitario")
- 1973 - Întâlnirea din pământuri, segunda edición
- 1975 - Delirul ("El delirio")
- 1977 - Viaţa ca o pradă ("La vida como una presa")
- 1980 - Cel mai iubit dintre pământeni ("El más amado de los seres terrestres")

- Datos: Q1360145
- Multimedia: Marin Preda / Q1360145